# 100カロール・クラブ
100カロール・クラブ（100 Crore Club）は、インド映画で娯楽税を控除した後の純利益が100カロール（10億ルピー）を超えた映画作品を意味する非公式の指標。2012年ごろまでに、100カロール・クラブは「"ヒット作"と宣言するための新たな指標」とされるようになり、ボリウッドではクラブ入りした映画作品が「エリート階層」と見做されるようになった。2017年には、このクラブの上位指標として1000カロール・クラブが誕生した。

## 歴史

### クラブの誕生
初めて興行収入が10億ルピーを超えたインド映画は、1982年に公開されたミトゥン・チャクラボルティー主演の『Disco Dancer』であり、ソビエト連邦では9億ルピーの興行収入を記録した。国内興行収入が10億ルピーを超えたインド映画は、1994年に公開されたサルマーン・カーン、マドゥリ・ディークシット主演の『Hum Aapke Hain Koun..!』であり、国外興行収入を合わせた合計興行収入が初めて20億ルピーを超えた作品でもある。同作に続きシャー・ルク・カーン、カジョール主演の『DDLJ 勇者は花嫁を奪う』も国内外合計興行収入10億ルピーを記録した。
2008年に公開されたアーミル・カーン主演の『Ghajini』が初めて純利益10億ルピーを記録したインド映画となり、この直後に100カロール・クラブが誕生した。この後、アーミル主演の『きっと、うまくいく』『チェイス!』『PK』『ダンガル きっと、つよくなる』はクラブの種類を200、300、400、500、600、700カロールに拡大させた。海外興行収入が初めて10億ルピーを記録した映画作品は2010年に公開されたシャー・ルク、カジョール主演の『マイネーム・イズ・ハーン』であり、翌2011年には『きっと、うまくいく』が続いた。
インフレ調整を行った場合、興行収入が初めて10億ルピーを記録した映画作品は1940年公開の『Zindagi』であり、海外興行収入が初めて10億ルピーを超えたインド映画は1951年に公開されたラージ・カプール、ナルギス主演の『放浪者』であり、同作はソビエト連邦で大ヒットを記録している。

### 地位の確立

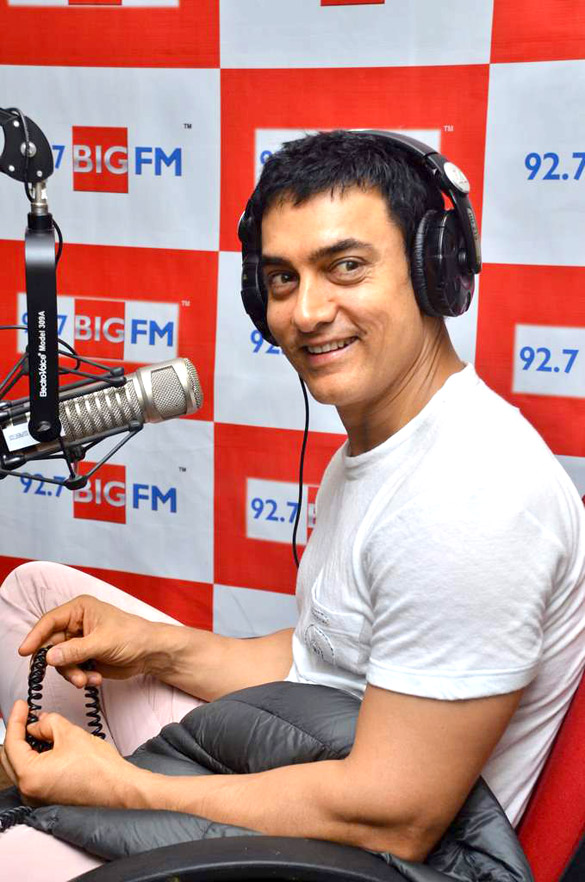
アーミル・カーン（100カロール・クラブ、200カロール・クラブの創設者）

2012年、ジー・シネ・アワードは興行収入が10億ルピーを記録した監督を表彰するために「パワー・クラブ・ボックス・オフィス」部門を設立した。100カロール・クラブは誕生に伴い、それまでボリウッドでヒット作の指標として用いられてきた「シルバー・ジュビリー(Silver Jubilee)」（映画音楽の指標）、「ダイヤモンド・ジュビリー(Diamond Jubilee)」（上映期間が75週間以上の映画作品）に代わる新たな指標の地位を確立した。アルシャード・ワールシーは100カロール・クラブについて、「私はこの100カロール・クラブはとても下らないと思っています。どうしたら全ての映画が10億ルピーの仕事を突然できるようになりますか。それよりも、私たちはより良い映画を製作することに集中する必要があると考えています」と語っている。
ヒンドゥスタン・タイムズは、自身の雑誌「Brunch」が最初に100カロール・クラブという用語を作ったと主張している。当初、100カロール・クラブは主演男優に対してのみ用いられ、コマル・ナータは「このグループから女性を排除することは、他の産業と比べて性差別を特徴付けることになる」と批判している。2013年ごろまでに、100カロール・クラブは映画作品自体と監督、主演女優に対しても用いられるようになった。
その後、入場券価格の値上げや映画館の数が3倍に増加したこと、流通するフィルムの数が増加したことなどにより、国内興行収入が10億ルピーを超えることが容易になった。ザ・タイムズ・オブ・インディアは、「これにより映画製作者たちは自身が手掛けた映画作品を100カロール・クラブ入りさせるために興行収入の数字を操作するようになり、正確な興行成績を報じることができなくなる」として、2013年11月に興行収入記事の掲載を取り止めている。
シャーヒド・カプールは100カロール・クラブを「流行」と呼び、「100カロール・クラブ入りする映画は全てベーシックで娯楽性の高い"大規模映画"ばかりです。ですが、私たちがこの記録を達成するためだけに注力するなら、私たちは俳優としての自分を制限することになるでしょう」と述べている。一方、ディバーカル・バナルジーはコンテンツへの影響についてシャーヒドの意見に賛同しつつ、「私はクラブが留まり、さらに多くのカロールに成長することを望んでいます。映画はより多くのビジネスを通して観客、投資家からの信頼を高め、全ての人々に利益を与えるでしょう」と述べている。プリヤンカー・チョープラーは「女性映画を作るためには100カロールまたは200カロール・クラブ入りする必要がある」と述べ、100カロール・クラブの必要性を主張している。

### クラブの拡大
南インド映画で最初に興行収入10億ルピーを記録したのは、ラジニカーント主演のタミル語映画『ボス その男シヴァージ』であり、最初に100カロール・クラブ入りしたテルグ語映画はS・S・ラージャマウリが監督した『マガディーラ 勇者転生』だった。2016年5月に『Sairat』がマラーティー語映画として初めて興行収入10億ルピーを記録しており、同年には『Pulimurugan』がマラヤーラム語映画として初めて100カロール・クラブ入りした。2017年にはスディープ主演の『Hebbuli』がカンナダ語映画として初めて100カロール・クラブ入りを果たした。
2013年に『チェンナイ・エクスプレス 〜愛と勇気のヒーロー参上〜』が興行収入40億ルピーを記録すると「400カロール・クラブ」が設立され、100カロール・クラブは複数のバリエーションに分かれ、2015年には『バーフバリ 伝説誕生』が興行収入65億ルピーを記録したことで、「トリウッド600カロール・クラブ」が生まれた。2017年に同作の続編『バーフバリ 王の凱旋』が興行収入100億ルピー越えを達成し、1000カロール・クラブ入りを果たした。

## マイルストーン作品

### 合計興行収入
| 名目総額                                                   | 名目総額 | 名目総額       | 名目総額 |
| 作品名                                                     | 年       | マイルストーン | 出典     |
| ---------------------------------------------------------- | -------- | -------------- | -------- |
| Disco Dancer (1982)                                        | 1984     | 100カロール    | [ n 1 ]  |
| Hum Aapke Hain Koun..! (1994)                              | 1994     | 150カロール    | [ 8 ]    |
| Hum Aapke Hain Koun..! (1994)                              | 1994     | 200カロール    | [ 8 ]    |
| Ghajini (2008)                                             | 2008     | 230カロール    | [ n 4 ]  |
| きっと、うまくいく (2009)                                  | 2009     | 250カロール    | [ n 5 ]  |
| きっと、うまくいく (2009)                                  | 2009     | 300カロール    | [ n 5 ]  |
| きっと、うまくいく (2009)                                  | 2013     | 400カロール    | [ n 5 ]  |
| チェンナイ・エクスプレス 〜愛と勇気のヒーロー参上〜 (2013) | 2013     | 400カロール    | [ 34 ]   |
| チェイス! (2013)                                           | 2013     | 500カロール    | [ 35 ]   |
| チェイス! (2013)                                           | 2014     | 550カロール    | [ 35 ]   |
| PK (2014)                                                  | 2014     | 600カロール    | [ 36 ]   |
| PK (2014)                                                  | 2015     | 700カロール    | [ 37 ]   |
| PK (2014)                                                  | 2015     | 800カロール    | [ 37 ]   |
| バーフバリ 王の凱旋 (2017)                                 | 2017     | 900カロール    | [ 38 ]   |
| バーフバリ 王の凱旋 (2017)                                 | 2017     | 1,000カロール  | [ 38 ]   |
| ダンガル きっと、つよくなる (2016)                         | 2017     | 2,000カロール  | [ 39 ]   |
| インフレ調整総額                                           |          |                |          |
| 作品名                                                     | 年       | マイルストーン | 出典     |
| Zindagi (1940)                                             | 1940     | 100カロール    | [ n 2 ]  |
| Khazanchi (1941)                                           | 1941     | 200カロール    | [ n 6 ]  |
| Kismet (1943)                                              | 1943     | 300カロール    | [ n 7 ]  |
| Jugnu (1947)                                               | 1947     | 350カロール    | [ n 8 ]  |
| アーン (1952)                                              | 1952     | 370カロール    | [ n 9 ]  |
| 放浪者 (1951)                                              | 1954     | 400カロール    | [ n 3 ]  |
| 放浪者 (1951)                                              | 1954     | 500カロール    | [ n 3 ]  |
| 放浪者 (1951)                                              | 1954     | 600カロール    | [ n 3 ]  |
| 放浪者 (1951)                                              | 1954     | 700カロール    | [ n 3 ]  |
| インドの母 (1957)                                          | 1957     | 800カロール    | [ n 10 ] |
| インドの母 (1957)                                          | 1957     | 900カロール    | [ n 10 ] |
| 偉大なるムガル帝国 (1960)                                  | 1960     | 1,000カロール  | [ n 11 ] |

### 国内興行収入
| 名目総額                                            | 名目総額 | 名目総額      | 名目総額      | 名目総額             |
| 作品名                                              | 年       | 純利益        | 合計          | 出典                 |
| --------------------------------------------------- | -------- | ------------- | ------------- | -------------------- |
| Hum Aapke Hain Koun..!                              | 1994     | 70カロール    | 100カロール   | [ 51 ]               |
| Ghajini                                             | 2008     | 100カロール   | 150カロール   | [ 52 ]               |
| きっと、うまくいく                                  | 2009     | 150カロール   | 200カロール   | [ 53 ]               |
| きっと、うまくいく                                  | 2009     | 200カロール   | 250カロール   | [ 53 ]               |
| チェンナイ・エクスプレス 〜愛と勇気のヒーロー参上〜 | 2013     | 200カロール   | 300カロール   | [ 54 ]               |
| チェイス!                                           | 2013     | 250カロール   | 350カロール   | [ 55 ] [ 56 ]        |
| PK                                                  | 2014     | 300カロール   | 400カロール   | [ 55 ] [ 56 ]        |
| PK                                                  | 2014     | 300カロール   | 450カロール   | [ 56 ]               |
| バーフバリ 伝説誕生                                 | 2015     | 400カロール   | 500カロール   | [ 57 ] [ 58 ]        |
| ダンガル きっと、つよくなる                         | 2016     | 400カロール   | 550カロール   | [ 59 ]               |
| バーフバリ 王の凱旋                                 | 2017     | 500カロール   | 600カロール   | [ 60 ] [ 38 ] [ 61 ] |
| バーフバリ 王の凱旋                                 | 2017     | 1,000カロール | 1,000カロール | [ 38 ]               |
| インフレ調整総額                                    |          |               |               |                      |
| 作品名                                              | 年       | 純利益        | 合計          | 出典                 |
| Zindagi                                             | 1940     | 100カロール   | 100カロール   | [ n 2 ]              |
| Khazanchi                                           | 1941     | 200カロール   | 200カロール   | [ n 6 ]              |
| Kismet                                              | 1943     | 300カロール   | 300カロール   | [ n 7 ]              |
| Jugnu                                               | 1947     | 350カロール   | 350カロール   | [ n 8 ]              |
| アーン                                              | 1952     | 180カロール   | 360カロール   | [ n 9 ]              |
| 詐欺師                                              | 1955     | 200カロール   | 400カロール   | [ n 12 ]             |
| Naya Daur                                           | 1957     | 250カロール   | 500カロール   | [ n 13 ]             |
| Naya Daur                                           | 1957     | 300カロール   | 600カロール   | [ n 13 ]             |
| インドの母                                          | 1957     | 400カロール   | 700カロール   | [ n 14 ]             |
| インドの母                                          | 1957     | 450カロール   | 900カロール   | [ n 10 ]             |
| 偉大なるムガル帝国                                  | 1960     | 500カロール   | 1,000カロール | [ n 11 ]             |
| 偉大なるムガル帝国                                  | 1960     | 1,000カロール | 1,000カロール | [ n 11 ]             |

### 海外興行収入
| 名目総額                           | 名目総額 | 名目総額       | 名目総額 |
| 作品名                             | 年       | マイルストーン | 出典     |
| ---------------------------------- | -------- | -------------- | -------- |
| マイネーム・イズ・ハーン (2010)    | 2010     | 100カロール    | [ 12 ]   |
| きっと、うまくいく (2009)          | 2011     | 120カロール    | [ 13 ]   |
| きっと、うまくいく (2009)          | 2013     | 150カロール    | [ n 5 ]  |
| チェイス! (2013)                   | 2014     | 200カロール    | [ n 15 ] |
| PK (2014)                          | 2015     | 250カロール    | [ 37 ]   |
| PK (2014)                          | 2015     | 300カロール    | [ 37 ]   |
| ダンガル きっと、つよくなる (2016) | 2017     | 400カロール    | [ 63 ]   |
| ダンガル きっと、つよくなる (2016) | 2017     | 500カロール    | [ 63 ]   |
| ダンガル きっと、つよくなる (2016) | 2017     | 600カロール    | [ 63 ]   |
| ダンガル きっと、つよくなる (2016) | 2017     | 1,000カロール  | [ 63 ]   |
| インフレ調整総額                   |          |                |          |
| 作品名                             | 年       | 指標           | 出典     |
| 放浪者 (1951)                      | 1954     | 100カロール    | [ n 3 ]  |
| 放浪者 (1951)                      | 1954     | 200カロール    | [ n 3 ]  |
| 放浪者 (1951)                      | 1954     | 300カロール    | [ n 3 ]  |
| 放浪者 (1951)                      | 1954     | 400カロール    | [ n 3 ]  |
| Char Dil Char Rahen (1959)         | 1962     | 500カロール    | [ n 17 ] |
| Char Dil Char Rahen (1959)         | 1962     | 550カロール    | [ n 17 ] |
| Mamta (1966)                       | 1969     | 600カロール    | [ n 19 ] |
| ボビー (1973)                      | 1975     | 600カロール    | [ n 21 ] |
| Disco Dancer (1982)                | 1984     | 700カロール    | [ n 1 ]  |
| Disco Dancer (1982)                | 1984     | 800カロール    | [ n 1 ]  |
| Disco Dancer (1982)                | 1984     | 900カロール    | [ n 1 ]  |
| Disco Dancer (1982)                | 1984     | 1,000カロール  | [ n 1 ]  |
| ダンガル きっと、つよくなる (2016) | 2017     | 1,000カロール  | [ 63 ]   |